# Olympische Sommerspiele 1984/Leichtathletik – Dreisprung (Männer)

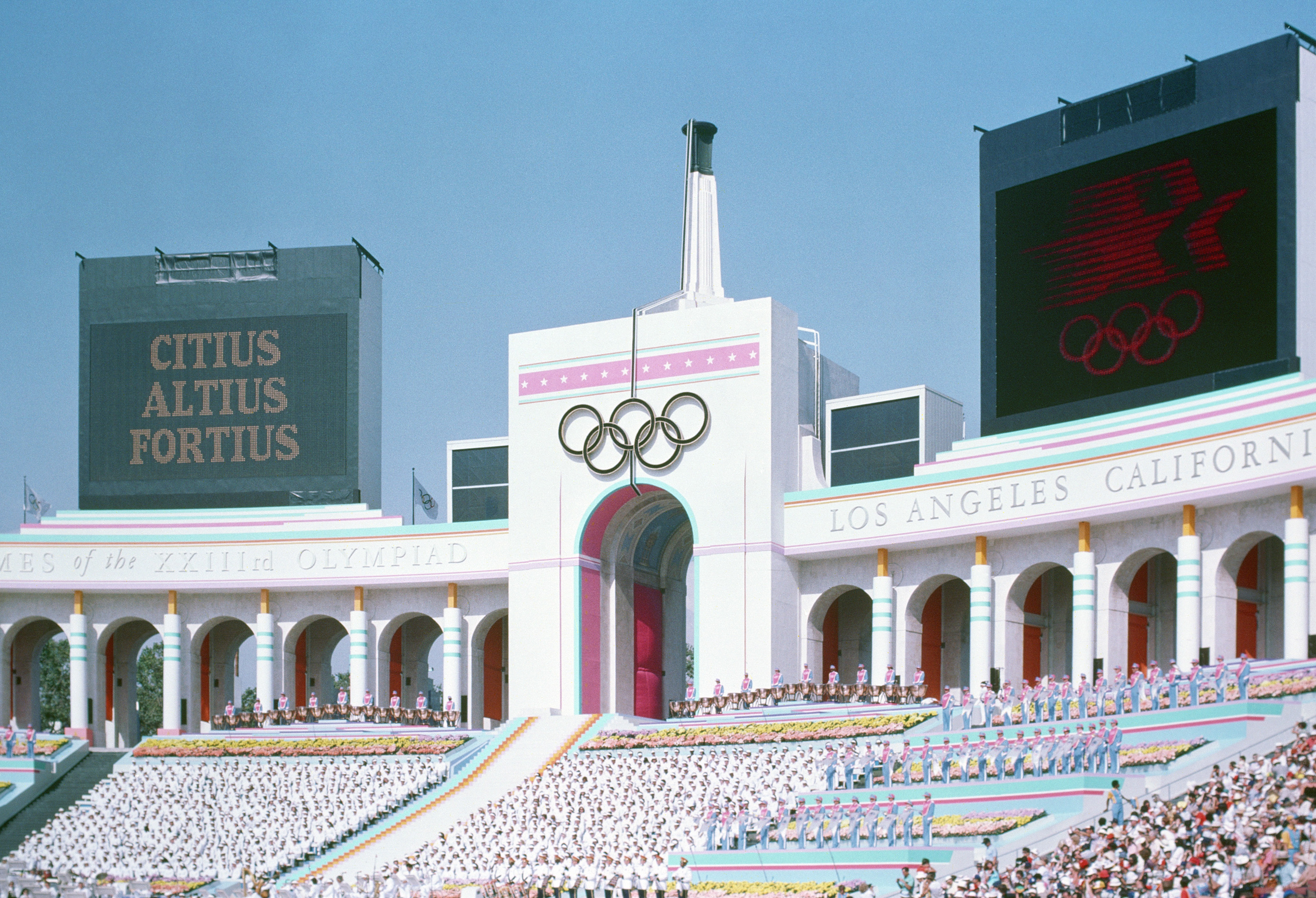
Blick auf des Eingangstor des Los Angeles Memorial Coliseum

Der Dreisprung der Männer bei den Olympischen Spielen 1984 in Los Angeles wurde am 3. und 4. August 1984 im Los Angeles Memorial Coliseum ausgetragen. 28 Athleten nahmen teil.
Olympiasieger wurde der US-Amerikaner Al Joyner, der vor seinem Landsmann Mike Conley gewann. Bronze ging an den Briten Keith Connor.
Peter Bouschen und Ralf Jaros traten für die Bundesrepublik Deutschland an. Jaros scheiterte in der Qualifikation. Bouschen erreichte das Finale und belegte dort Rang fünf.
Springer aus der Schweiz, Österreich und Liechtenstein nahmen nicht teil. Athleten aus der DDR waren wegen des Olympiaboykotts ebenfalls nicht dabei.

## Aktuelle Titelträger
| Olympiasieger                           | Jaak Uudmäe ( Sowjetunion)          | 17,35 m | Moskau 1980   |
| Weltmeister 1980                        | Zdzisław Hoffmann ( Polen)          | 17,42 m | Helsinki 1983 |
| Europameister 1982                      | Keith Connor ( Großbritannien)      | 17,29 m | Athen 1982    |
| Panamerikanischer Meister 1983          | Jorge Reyna ( Kuba)                 | 17,05 m | Caracas 1983  |
| Zentralamerika und Karibik-Meister 1983 | Jorge Reyna ( Kuba)                 | 16,95 m | Havanna 1983  |
| Südamerika-Meister 1983                 | Francisco Pichott ( Chile)          | 15,64 m | Santa Fe 1983 |
| Asienmeister 1983                       | Mai Guoqiang ( Volksrepublik China) | 16,25 m | Kuwait 1983   |
| Afrikameister 1982                      | Mamadou Diallo ( Senegal)           | 16,23 m | Kairo 1982    |

## Bestehende Rekorde
| Weltrekord         | 17,89 m | João Carlos de Oliveira ( Brasilien) | Mexiko-Stadt, Mexiko           | 15. Oktober 1975 |
| Olympischer Rekord | 17,39 m | Wiktor Sanejew ( Sowjetunion)        | Finale OS Mexiko-Stadt, Mexiko | 17. Oktober 1968 |

Der bestehende olympische Rekord wurde bei diesen Spielen nicht erreicht. Der weiteste Sprung gelang dem späteren Olympiazweiten Mike Conley mit 17,36 m in der Qualifikation. Damit verfehlte er den Olympiarekord nur um drei Zentimeter. Zum Weltrekord fehlten ihm 53 Zentimeter.

## Qualifikation
Datum: 3. August 1984
Für die Qualifikation wurden die Athleten in zwei Gruppen gelost. Acht von ihnen übertrafen die direkte Finalqualifikationsweite von 16,60 m. Damit war die Mindestanzahl von zwölf Finalteilnehmern nicht erreicht. Deshalb wurde das Finalfeld mit den nächstbesten Springern beider Gruppen, den sogenannten Lucky Losern, auf zwölf Wettbewerber aufgefüllt. So reichten 16,18 m für die Finalteilnahme. Die direkt qualifizierten Athleten sind hellblau, die Lucky Loser hellgrün unterlegt.

## Legende
Kurze Übersicht zur Bedeutung der Symbolik – so üblicherweise auch in sonstigen Veröffentlichungen verwendet:
| – | verzichtet                                 |
| x | ungültig                                   |
| r | Wettkampf nicht fortgesetzt (retired)      |
| w | Windunterstützung über dem zulässigen Wert |

### Gruppe A
| Platz | Name             | Nation         | 1. Versuch (m) Wind (m/s) | 2. Versuch (m) Wind (m/s) | 3. Versuch (m) Wind (m/s) | Resultat (m) |
| 1     | Mike Conley      | USA            | 17,36 / +0,8              | –                         | –                         | 17,3600      |
| 2     | Eric McCalla     | Großbritannien | 17,01 / +2,0              | –                         | –                         | 17,0100      |
| 3     | Al Joyner        | USA            | 16,30 / 0,7               | 16,45 / −0,4              | 16,85 / +1,4              | 16,8500      |
| 4     | Peter Bouschen   | BR Deutschland | x                         | 15,64 / +1,9              | 16,40 / +2,1              | 16,40 w      |
| 5     | Mamadou Diallo   | Senegal        | x                         | 15,91 / −2,6              | 16,18 / −1,1              | 16,1800      |
| 6     | Steve Hanna      | Bahamas        | 16,02 / −0,6              | 16,14 / −2,1              | 15,00 / +0,3              | 16,1400      |
| 7     | Dario Badinelli  | Italien        | 16,13 / −0,7              | 16,11 / +2,2              | 15,98 / −0,6              | 16,1300      |
| 8     | Thomas Eriksson  | Schweden       | 15,97 / −1,4              | x                         | 14,99 / −0,4              | 15,9700      |
| 9     | Ken Lorraway     | Australien     | 15,26 / +1,2              | 15,92 / −0,3              | x                         | 15,9200      |
| 10    | Moses Kiyai      | Kenia          | 15,83 / −1,8              | 15,90 / −0,2              | x                         | 15,9000      |
| 11    | Paul Emordi      | Nigeria        | 15,57 / +1,9              | x                         | 15,88 / −1,0              | 15,8800      |
| 12    | Yasushi Ueta     | Japan          | 15,64 / −0,7              | x                         | 15,66 / −0,4              | 15,6600      |
| 13    | Abdoulaye Traoré | Mali           | 15,32 / +1,0              | 14,95 / −1,1              | 14,98 / −0,5              | 15,3200      |
| 14    | Oscar Diesel     | Paraguay       | 13,88 / +0,1              | 14,12 / −0,8              | 14,19 / −0,9              | 14,1900      |

### Gruppe B

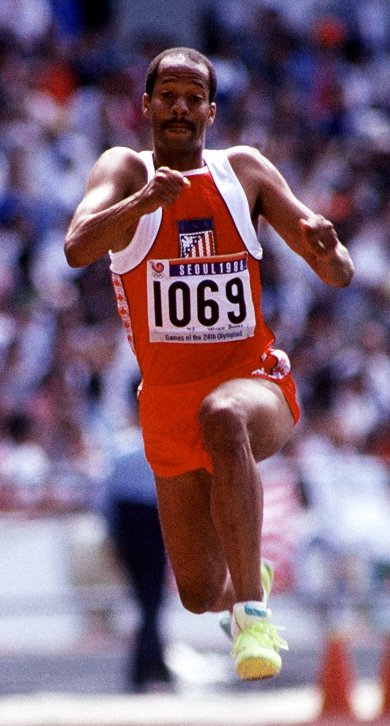
Zunächst erreichte Willie Banks das Finale nur über seine Platzierung, belegte dann aber den sechsten Gesamtrang

| Platz | Name                  | Nation              | 1. Versuch (m) Wind (m/s) | 2. Versuch (m) Wind (m/s) | 3. Versuch (m) Wind (m/s) | Resultat (m) |
| 1     | Ajayi Agbebaku        | Nigeria             | 16,93 / −1,9              | –                         | –                         | 16,9300      |
| 2     | Zou Zhenxian          | Volksrepublik China | 16,27 / −0,3              | 16,68 / −1,7              | –                         | 16,6800      |
| 3     | John Herbert          | Großbritannien      | 16,64 / −1,4              | –                         | –                         | 16,6400      |
| 4     | Joseph Taiwo          | Nigeria             | 16,38 / −1,9              | 16,61 / +0,8              | –                         | 16,6100      |
| 5     | Keith Connor          | Großbritannien      | 16,60 / −0,2              | –                         | –                         | 16,6000      |
| 6     | Willie Banks          | USA                 | x                         | 16,12 / −2,3              | 16,59 / +0,9              | 16,5900      |
| 7     | Hassan Badra          | Ägypten             | 15,72 / +0,5              | 16,48 / +2,2              | x                         | 16,48 w      |
| 8     | Dimitrios Michas      | Griechenland        | 16,01 / −0,9              | 16,15 / −2,3              | x                         | 16,1500      |
| 9     | Abcélvio Rodrigues    | Brasilien           | 16,12 / +1,9              | 15,86 / −0,5              | 15,14 / −0,4              | 16,1200      |
| 10    | Ralf Jaros            | BR Deutschland      | x                         | x                         | 16,02 / −1,4              | 16,0200      |
| 11    | Francis Dodoo         | Ghana               | 15,55 / +2,1              | 15,29 / +0,8              | 14,99 / −2,5              | 15,55 w      |
| 12    | Park Yeong-jun        | Südkorea            | 15,54 / +1,9              | x                         | x                         | 15,5400      |
| 13    | Denou Koffi           | Togo                | 14,44 / +2,0              | x                         | x                         | 14,4400      |
| 14    | Ernest Tché-Noubossie | Kamerun             | 14,36 / +1,0              | 14,39 / +0,8              | x                         | 14,3900      |
| DNS   | Ángel Carlos Gagliano | Argentinien         |                           |                           |                           |              |

## Finale
Datum: 4. August 1984
| Platz | Name           | Nation              | Versuchsserie     | Versuchsserie     | Versuchsserie     | Versuchsserie                            | Versuchsserie                            | Versuchsserie                            | Resultat (m) | Anmerkung                                                                       |
| Platz | Name           | Nation              | #1 (m) Wind (m/s) | #2 (m) Wind (m/s) | #3 (m) Wind (m/s) | #4 (m) Wind (m/s)                        | #5 (m) Wind (m/s)                        | #6 (m) Wind (m/s)                        | Resultat (m) | Anmerkung                                                                       |
| 1     | Al Joyner      | USA                 | 17,26 / +2,1      | 17,04 / −1,9      | 16,83 / −1,7      | –                                        | 16,94 / −0,8                             | 17,04 / −0,5                             | 17,26 w      |                                                                                 |
| 2     | Mike Conley    | USA                 | 16,91 / −1,3      | x                 | 17,18 / −0,4      | x                                        | x                                        | x                                        | 17,1800      |                                                                                 |
| 3     | Keith Connor   | Großbritannien      | 16,72 / +1,5      | 16,87 / +0,4      | x                 | 16,63 / −1,0                             | 16,67 / −1,2                             | 16,81 / −1,1                             | 16,8700      |                                                                                 |
| 4     | Zou Zhenxian   | Volksrepublik China | 16,83 / −1,0      | 16,71 / +0,6      | 16,16 / −0,9      | x                                        | 16,33 / −0,3                             | 16,40 / −1,7                             | 16,8300      |                                                                                 |
| 5     | Peter Bouschen | BR Deutschland      | 16,04 / −1,9      | 16,77 / −0,9      | 16,38 / +0,7      | 16,58 / −0,8                             | 16,28 / −0,4                             | 16,75 / −0,4                             | 16,7700      |                                                                                 |
| 6     | Willie Banks   | USA                 | 16,23 / −1,0      | 16,75 / −0,6      | x                 | x                                        | 16,33 / −1,4                             | 16,51 / −1,4                             | 16,7500      |                                                                                 |
| 7     | Ajayi Agbebaku | Nigeria             | 14,84 / −1,5      | 16,67 / −1,6      | r                 |                                          |                                          |                                          | 16,6700      |                                                                                 |
| 8     | Eric McCalla   | Großbritannien      | 16,64 / −1,3      | x                 | 15,89 / −1,4      | –                                        | x                                        | 16,66 / −0,2                             | 16,6600      | als eigentlich Neunter für Ajayi Agbebaku aufgerückt ins Finale der besten Acht |
| 9     | Joseph Taiwo   | Nigeria             | 16,36 / −2,7      | 16,64 / −1,1      | 16,61 / +1,0      | 16,12 / −0,9                             | 16,57 / +0,8                             | 16,32 / −2,3                             | 16,6400      |                                                                                 |
|       |                |                     |                   |                   |                   |                                          |                                          |                                          |              |                                                                                 |
| 10    | John Herbert   | Großbritannien      | 16,35 / −2,1      | 16,05 / −1,5      | 16,40 / −1,9      | nicht im Finale der besten acht Springer | nicht im Finale der besten acht Springer | nicht im Finale der besten acht Springer | 16,4000      |                                                                                 |
| 11    | Hassan Badra   | Ägypten             | 15,52 / −1,0      | 15,74 / −0,1      | 16,07 / −0,5      | nicht im Finale der besten acht Springer | nicht im Finale der besten acht Springer | nicht im Finale der besten acht Springer | 16,0700      |                                                                                 |
| 12    | Mamadou Diallo | Senegal             | 15,99 / −1,5      | 15,69 / −1,8      | –                 | nicht im Finale der besten acht Springer | nicht im Finale der besten acht Springer | nicht im Finale der besten acht Springer | 15,9900      |                                                                                 |

Für das Finale hatten sich zwölf Springer qualifiziert. Acht von ihnen hatten die geforderte Qualifikationsweite geschafft, das Feld war mit den nächstbesten Springern beider Gruppen aufgefüllt worden. Jeweils drei US-Amerikaner und Briten hatten dieses Finale erreicht. Auch zwei Nigerianer hatten sich qualifiziert. Hinzu kamen jeweils ein Springer aus der Bundesrepublik Deutschland, aus China, dem Senegal und Ägypten. Jeder Teilnehmer hatte zunächst drei Versuche. Die besten acht Athleten konnten dann weitere drei Sprünge absolvieren.
Aus den Boykottstaaten schränkte vor allem die Abwesenheit des polnischen Weltmeisters Zdzisław Hoffmann die Wertigkeit dieses Wettbewerbs ein. Zum Favoritenkreis gehörten unter anderem die drei US-Athleten Mike Conley, Vizeweltmeister Willie Banks und Al Joyner sowie der WM-Dritte Ajayi Agbebaku aus Nigeria.
Im Finale setzte sich Joyner gleich im ersten Versuch mit 17,26 m an die Spitze. Hinter ihm platzierte sich Conley mit 35 Zentimetern Rückstand vor dem Chinesen Zou Zhenxian. Im zweiten Durchgang schob sich der Brite Keith Connor auf Platz drei vor, in Runde drei kam Conley bis auf acht Zentimeter an Joyner heran.
Eine Besonderheit gab es im Finale der eigentlich besten acht Athleten nach dem dritten Versuch. Der siebtplatzierte Agbebaku hatte sich in seinem zweiten Sprung eine Verletzung zugezogen und musste den Wettkampf abbrechen. Er blieb in der Wertung auf Platz sieben, der Brite Eric McCalla nahm als aktueller Neunter seinen Platz in den Finaldurchgängen ein. Im weiteren Verlauf änderte sich auf den ersten sieben Plätzen nichts mehr am Klassement. Nur McCalla konnte sich verbessern und so vom neunten auf den achten Platz vorrücken.
Nur zwei Athleten übertrafen die 17-Meter-Marke. Bei den vorangegangenen Weltmeisterschaften war dies sechs Springern gelungen. Seit 1968 waren alle Olympiasieger weiter gesprungen als der Goldmedaillengewinner hier in Los Angeles.

## Videolinks
- Men's Triple Jump - 1984 Olympics, youtube.com, abgerufen am 11. November 2021
- 1984 Olympic Games Men's Triple Jump, youtube.com, abgerufen am 12. Januar 2018